# Yu-Gi-Oh! Power of Chaos: Yugi the Destiny
Yu-Gi-Oh! Power of Chaos: Yugi the Destiny  is een computerspel voor de PC, gebaseerd op de manga Yu-Gi-Oh!. Het spel is een productie van Konami.
Het spel is onderdeel van de Yu-Gi-Oh! Power of Chaos serie, waar ook Yu-Gi-Oh! Power of Chaos: Joey the Passion en Yu-Gi-Oh! Power of Chaos: Kaiba the Revenge toe behoren. Het spel is het eerste uit deze reeks.
In het spel neemt de speler het op tegen Yugi Muto. Hiertoe kan de speler een deck samenstellen van verschillende kaarten. Aanvankelijk is deze keuze nog beperkt, maar indien het spel wordt gekoppeld aan de andere twee is er een ruimere keuze. Het spel bevat tussenstukjes of clips die in beeld komen als Yugi een speciale handeling verricht, zoals het oproepen van zijn Dark Magician.
Het algemene thema van het spel is het oude Egypte.